# Eudokia Dekapolitissa
Eudokia Dekapolitissa (zm. po 883) – cesarzowa bizantyńska. 

## Życiorys
Pochodziła z Dekapolu w Izaurii. W 855 roku matka Michała III Metystesa Teodora chcąc przeszkodzić związkowi syna z kochanką Eudokią Ingeriną podczas konkursu piękności doprowadziła do wyboru Eudokii na żonę dla Michała III. Cesarz po obaleniu wpływów matki (856) Michał natychmiast ją odsunął od siebie. Nadal pozostała jednak cesarską małżonką. Dopiero Bazyli I odesłał ją do rodziny w 867 roku. 